# Wangdu
Wangdu, även romaniserat Wangtu, är ett härad som lyder under Baoding i Hebei-provinsen i norra Kina.